# Void Eternal
Void Eternal (estilizada como VOID ETERNAL) es el quinto álbum de estudio del rapero estadounidense nothing,nowhere. Fue lanzado el 31 de marzo de 2023 a través de Fueled by Ramen.
Este álbum cuenta con bandas y vocalistas invitados como Will Ramos, SEEYOUSPACECOWBOY, Freddie Dredd, Silverstein, Pete Wentz, Buddy Nielsen, Static Dress y Underoath.

## Lanzamiento y promoción
El álbum se anunció el 3 de febrero de 2023, luego del lanzamiento del sencillo: "THIRST4VIOLENCE". Luego, el álbum se lanzó en CD, descarga digital y transmisión el 31 de marzo de 2023, y las variantes de vinilo se lanzaron en junio.
El primer sencillo del álbum "MEMORY_FRACTURE" se lanzó el 16 de julio de 2022. El sencillo fue seguido por "M1SERY_SYNDROME", que se lanzó el 26 de agosto de 2022, antes de una gira por América del Norte.
El tercer sencillo, con Pete Wentz de Fall Out Boy, "CYAN1DE", fue lanzado como apoyo a una gira europea, en la que Mulherin reveló que había terminado de grabar su nuevo álbum. El sencillo THIRST4VIOLENCE se lanzó el 3 de febrero de 2023, junto con el anuncio del álbum.

## Lista de canciones
| N.º | Título                                               | Duración |  |
| 1.  | «ANX13TY»                                            | 3:26     |  |
| 2.  | «TRAD3DY» (con Will Ramos de Lorna Shore)            | 3:25     |  |
| 3.  | «PSYCHO_PYSCHIATRY» (con SEEYOUSPACECOWBOY)          | 3:48     |  |
| 4.  | «CHR0MAKILL3R»                                       | 3:41     |  |
| 5.  | «SUICIDE_PACT»                                       | 3:38     |  |
| 6.  | «THIRST4VIOLENCE» (con Freddie Dredd & Silverstein)  | 2:19     |  |
| 7.  | «CYAN1DE» (con Pete Wentz de Fall Out Boy)           | 3:51     |  |
| 8.  | «ER4SER»                                             | 3:18     |  |
| 9.  | «F0RTUNE_TELLER» (con Static Dress)                  | 3:22     |  |
| 10. | «M1SERY_SYNDROME» (con Buddy Nielsen de Senses Fail) | 3:04     |  |
| 11. | «VEN0M» (con Underoath)                              | 3:50     |  |
| 12. | «MEMORY_FRACTURE»                                    | 4:18     |  |

## Personal
Músicos
- Joe Mulherin – Voz, Guitarra líder, Bajo, producción y programación (pista 1-10, 12)
- Cody Stewart – Batería (pista 1-10, 12)

Músicos adicionales
- Will Ramos: voz (pista 2).
- SEEYOUSPACECOWBOY: voz (pista 3).
- Freddie Dredd: voz (pista 6).
- Silverstein: voz (pista 6).
- Pete Wentz: voz (pista 7).
- Static Dress: voz (pista 9).
- Underoath: Actuación invitada (pista 11).
  - Spencer Chamberlain - Voces
  - Tim McTague - Guitarra principal, coros
  - James Smith - Guitarra rítmica
  - Grant Brandell - Bajo
  - Chris Dudley - Teclados, sintetizadores
  - Aaron Gillespie - Batería, Voces